# Créationnisme Jeune-Terre

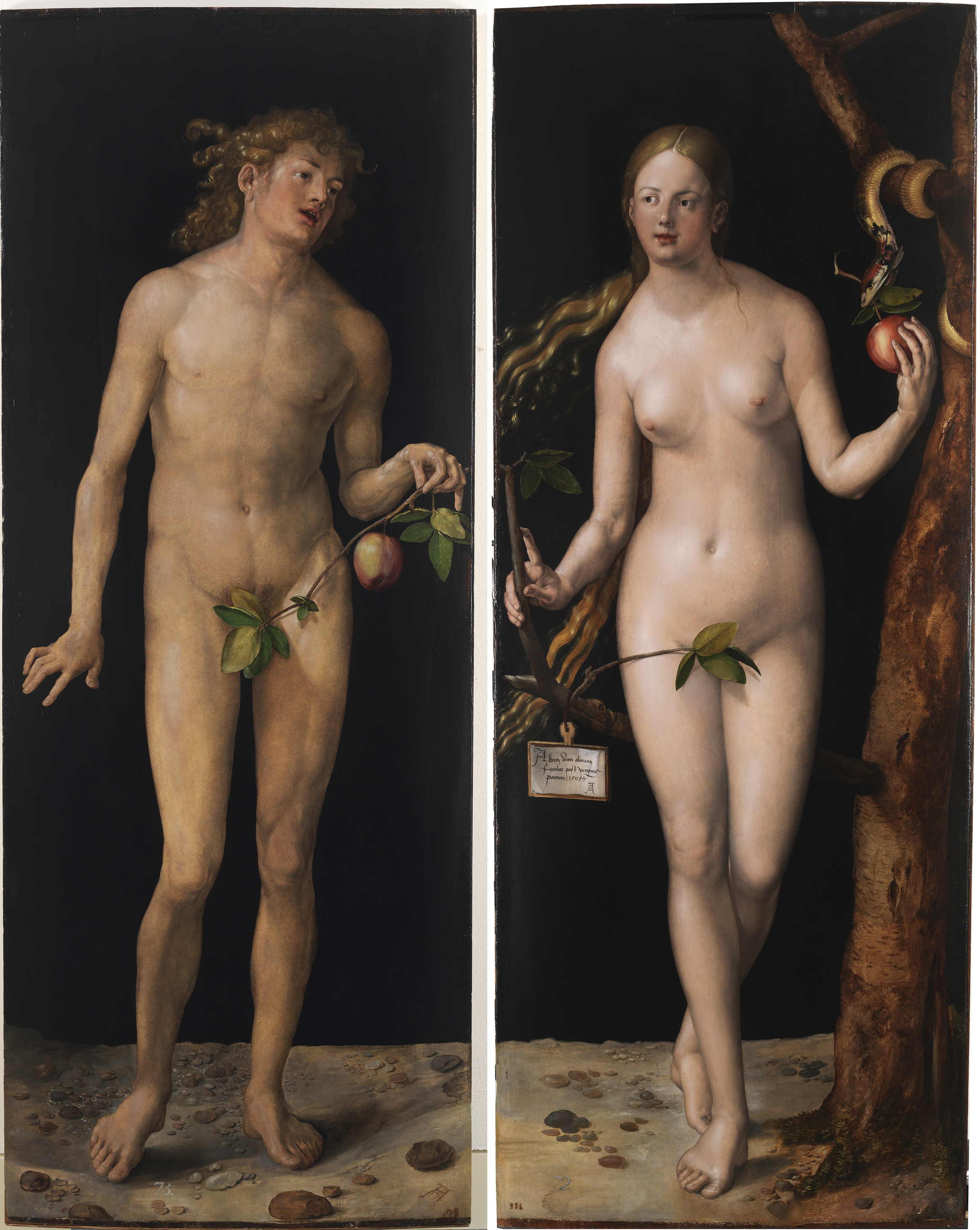
Adam et Eve peint par Albrecht Dürer (1507)

Le créationnisme Jeune-Terre est la forme la plus stricte du créationnisme, qui interprète la Bible d'un point de vue littéral. Cette croyance postule que  le récit de la création de l’Univers tel que fourni par les textes religieux donne une description littéralement et scientifiquement exacte de l’origine de l’Univers.

## Description
Cette interprétation littérale de textes comme la Genèse s’appuie sur la croyance en l'inerrance biblique, autrement dit, la conviction que ces textes ont été « dictés par Dieu » comme vérités absolues, définitives et indiscutables.
Ce courant de pensée est apparu dans les milieux évangéliques fondamentalistes américains à partir des années 1920 et s’est développé en réaction à l’introduction de l’enseignement des thèses de Charles Darwin dans l'enseignement obligatoire.
Selon cette interprétation, le Ciel et la Terre ont été créés le 23 octobre 4004 av. J.-C., Adam et Ève auraient réellement vécu et péché dans le jardin d’Éden, et les fossiles retrouvés sont des objets créés tels quels par Dieu comme ébauches ou pour éprouver la foi des êtres humains, ou encore par le Diable pour les tromper.
Ce courant de pensée est généralement associé au refus de toute idée d’évolution biologique et géologique,,.

## Militantisme
Depuis que sont enseignés dans les écoles des phénomènes évolutifs en astronomie (concernant les origines de l’univers et les phénomènes cosmiques), en géologie (concernant le passé et le présent de la Terre) et en biologie (concernant les espèces vivantes passées et présentes), les créationnistes Jeune-Terre entretiennent la polémique à cet égard, car l’explication scientifique de ces phénomènes n’est pas compatible avec leur interprétation littérale des textes religieux.
Les Jeune-Terre ont tenté d'élaborer une « géologie du déluge », dans le but de rendre crédible leur interprétation. Le créationnisme Jeune-Terre est partagé par une partie importante de l'opinion publique américaine, notamment dans la Bible Belt. Il a été combattu dans certains États américains, ce qui a donné lieu aux célèbres procès du singe.

## Impact du courant dans la société

### En Suisse
À partir des années 1980, ce courant créationniste s'est petit à petit implanté en Suisse. De nombreuses églises adhèrent à ces croyances et quelques associations sont actives dans la diffusion de cette croyance. La médiatisation de ces associations a considérablement augmenté ces dernières décennies, ce qui est à l'origine d'un débat au sein de l'espace public. La demande de ces organisations prônant une approche créationniste est d'enseigner de manière égale les deux visions (créationniste et évolutionniste) afin de « respecter la liberté de croyance » et d'éviter une « dégradation des mœurs ».
Un postulat a été déposé en ce sens en 2008 à Zurich sans succès. La liberté de croyance s'oppose à la laïcité de l'État, ainsi le débat ne fait que commencer. Un futur plan d'étude romand propose une solution novatrice, celle d’enseigner le créationnisme en tant que croyance dans les nouveaux cours de sciences des religions.

## Différence avec le créationnisme Vieille-Terre
Au contraire du créationnisme Jeune-Terre, le créationnisme Vieille-Terre est en apparence compatible avec la connaissance scientifique actuelle des phénomènes évolutifs en astronomie, géologie et biologie et admet que l'âge de la Terre est effectivement plus proche de 4,6 milliards d'années que de 6000 ans. Cette pseudoscience affirme que la volonté de Dieu s'exprime bien à travers ces phénomènes, tels que les sciences les décrivent, que les textes religieux doivent être lus dans un sens symbolique et non littéral, et que l'ensemble converge à démontrer, derrière tout phénomène naturel, un dessein intelligent, celui du Créateur.